# 郑善夫
鄭善夫（1485年—1523年），字繼之，號少谷，福建閩縣（今福州市）人。明代儒學家（陽明學）、詩人、政治人物。

## 生平
成化二十一年（1485年）生於高湖，世代書香，少有才名，精於易經、數學和曆法。弘治十七年（1504年）甲子科福建鄉試第四十二名舉人，弘治十八年（1505年）會試第二百六名，三甲一百八十二名進士。正德元年（1506年），以候補官員在京纂修《蘇松常鎮實錄》。正德六年（1511年），任戶部廣西主事。因宦官當政，辭官，筑少谷草堂于金鳌峰下，闭门读书，曰：“俟天下之清也。”
正德十三年（1518年），诏任礼部主事，升任员外郎。正德十四年（1519年）因痛斥江彬被廷杖三十，罚跪午门五日，辞官未获准。隔年辭官獲准，與傅汝舟、福州太守汪文盛有来往。嘉靖元年（1522年），都御史周季鳳荐任南京刑部郎中，未幾，改任吏部驗封司。嘉靖二年（1523年）游武夷山，感染風寒返家，两天后病逝，葬于福州西郊梅亭山。
善夫精於天文、算學，能推算日蝕、月食，上疏请改历元。《明史·文苑传》有傳，稱其“闽中诗文，自林鸿、高棅后，阅百余年，善夫继之。”

## 著作
著有《少谷集》。清代阮元收录其《改历元疏》、《日宿例》、《时宿例》、《序数传》、《田制论》、《九章乘除法》、《九归法》等文章於《畴人传》

## 家族
曾祖父：郑铿；祖父：郑贽；父亲：郑元恺；母亲：赵氏；弟弟：郑逢泰、郑逢东、郑逢南（郑善夫本名郑逢阳）。

## 延伸阅读
[在维基数据编辑]
 在维基文库阅读此作者作品（ 在维基共享资源阅览影像）
 《國朝獻徵錄·卷之二十七》，出自焦竑《國朝獻徵錄》
 《明史卷二百八十六》，出自《明史》